# لوآر-ا-شر
شهرستان لوآر-ا-شر (به فرانسوی: Loir-et-Cher) در ناحیه سانتر در کشور فرانسه واقع شده‌است.